# ポーランド陸軍
ポーランド陸軍（ポーランド語: Wojska Lądowe、陸軍）は、ポーランドが保有する陸軍である。現在では約62000人の兵員を有しており、NATOや国連の平和維持活動により世界中に展開している。歴史上においてポーランド陸軍は約1000年前にまで遡れ、現代のものは1918年の第一次世界大戦後の独立に際して新たに誕生したものである。

## 歴史

### 1918年 - 1938年
ポーランドが1918年に独立を回復したとき再建された軍隊は、1919年から1921年にかけてのポーランド・ソビエト戦争と、2つの小規模紛争(ポーランド・ウクライナ戦争(1918年-1919年)とポーランド・リトアニア戦争(1920年))に参加した。
当初、第一次世界大戦の直後、ポーランドには5つの軍管区（1918-1921）が置かれた。
- ポズナン軍管区、司令部ポズナン
- クラクフ軍管区、司令部クラクフ
- ウッチ軍管区、司令部ウッチ
- ワルシャワ軍管区、司令部ワルシャワ
- ルブリン軍管区、司令部ルブリン

ポーランド・ソビエト戦争の準備をしていたポーランド郷土軍は、かつてポーランドを支配していた様々な帝国で勤務していた将兵によって構成され、一部は国際的な志願兵によって支援されていた。合計約30のポーランド師団が関与していたという。ボリス・サヴィンコフは、主にソ連赤軍出身の捕虜20,000人から30,000人から成る軍を率いており、ディミトリー・メレシュコフスキーとジナイーダ・ギッピウスも関与していた。ポーランド軍は1918年の約10万人から1920年初頭には50万人以上に増加した。
1920年8月、ポーランド軍の総兵力は737,767人に達しており、その半分は最前線にいた。ソ連が被った損失を考えると、両軍の間には大まかな数値的同等性があった。ワルシャワの戦いの時までに、ポーランド側は兵員数と兵站においてわずかに優位に立ってすらいた。
ポーランド側で編成された主要な部隊の中には、リトアニア・ベラルーシ戦線（フロント、軍集団や方面軍に相当）を含む多くの戦線と、第1ポーランド軍を含む約7つの軍があった。

### 1939年 - 1945年
ナチス・ドイツのポーランド侵攻が1939年9月1日に開始されたとき、ドイツ軍はポーランドの激しい抵抗にもかかわらず電撃戦を展開し、またたく間にポーランドの半分を占領した。またソビエト連邦が独ソ不可侵条約の秘密協定に従ってポーランド東部に侵攻し、占領した。ポーランドの敗戦後、残存した将兵たちは再結集を試み、フランス・ポーランド軍（1939-1940年）、のちの西部ポーランド軍となった。
西部ポーランド軍と東部ポーランド軍、そして主に国内軍（AK）に代表されるパルチザンは、第二次世界大戦中に地上部隊として組織された。連合軍として戦う部隊はポーランド空軍と海軍の支援を受けていたが、パルチザン部隊はもっぱら地上部隊のみであった。
今日運用されているポーランド軍は、第二次世界大戦後にポーランド人民共和国を設立するという目的を持つソ連から支援を受けて形成された、ソ連軍の代理部隊に根ざしている。こうして編成されたポーランド軍第1軍と第2軍は、いくらかのポーランド航空部隊によって支援されつつ、東部戦線で赤軍とともに戦った。第3軍の編成も始まったが、完了しなかった。

### 1945年 - 1989年
第二次世界大戦の終結時、ポーランド陸軍の組織は集中的に発展することとなった。ポーランド戦線を形成するとの構想は取りやめられたが、新たな部隊や兵科が創設された。動員の結果、1945年5月の兵員数は37万人、1945年9月には44万人に達した。解放された地域に軍管区が組織され、管区内にある部隊に対して直接の権限を行使した。
ポーランドに戻った第2軍は、イェレニャ・グラからカミエン・ポモルスキまでの西部国境の保護を任務とし、その司令部をもとにして、ポズナン軍管区参謀部がポズナンに創設された。イェレニャ・グラからウショク駅（ポーランド・ソ連・チェコスロバキアの国境が接する）にいたる南の国境は、第1軍が担任した。その司令部はシレジア軍管区参謀部の基礎を形成した。
第二次世界大戦の終結後の1945年半ば、ポーランド陸軍は、ポーランド人民軍全体の一部として、6つの地区（後に7つの地区）に分割された。これらは、ワルシャワ軍管区（司令部ワルシャワ）、ルブリン軍管区（司令部ルブリン）、クラクフ軍管区（司令部クラクフ）、ウッチ軍管区（司令部ウッチ）、ポズナン軍管区（司令部ポズナン）、ポメラニアン軍管区（司令部トルン、短命に終わったポーランド人民軍第1軍団の参謀部が前身)、1945年秋に創設のシレジア軍管区（司令部カトヴィツェ）であった。
1945年6月、第1、第3、第8歩兵師団に国内警備任務が割り当てられた。第4歩兵師団は、国内保安軍（KBW）を創設する目的で再編成された。この措置は、各歩兵師団を主にウクライナ蜂起軍（UPA）に対して投入し、国内保安軍は武装した地下独立組織と戦うためであった。
しかし、しばしば陸軍部隊は地下抵抗組織と戦い、逆に襲撃を受けることもあった。UPA弾圧作戦の集大成は、1947年に行われたいわゆる「ヴィスワ行動」(ヴィスワ作戦)であった。同時に動員解除が行われ、軍隊は平時の体勢に移った。1945年8月10日、軍隊の「部分的動員解除令」が発令された。次の動員解除段階は1946年2月と12月に行われた。
戦後、軍が直面した最も重要な任務の1つは、大戦以降に設置された地雷の除去であった。1944年から1956年の間に、地雷除去作業には44個の工兵隊と、約19,000名の工兵が携わった。彼らは250,000平方キロメートル以上（国土面積の80パーセント）の担当地域で地雷やその他の弾薬を撤去した。1,475万発の様々な地雷、5,900万発の砲弾、爆弾、その他の弾薬が発見され撤去された。採掘作業は646人の工兵の命を犠牲にした。
1949年、軍管区は4つに縮小され、ポメラニア軍管区（司令部ビドゴシュチュ）、シレジア軍管区（司令部ヴロツワフ）、ワルシャワ軍管区（司令部ワルシャワ）、クラクフ軍管区（司令部クラクフ）となった。1953年11月、クラクフ軍管区は解体され、1992年までポーランドは3個軍管区体制であった。
勝利とポーランド国境の西方移動の後、これらの軍隊やポーランド将兵はソビエト連邦に忠実であると考えられ、ワルシャワ条約機構の一部を形成する軍隊へと発展した。ポーランド軍は有事には、NATOの中央欧州連合軍を攻撃するために配備される第2の戦略的梯団の一部を形成していただろう。1958年に結成されたポーランド戦線司令部は、1955年以降に結成された3つの部隊である第1軍・第2軍・第4軍とは別に、有事の動員を目的として各軍の地区内に編成されることになっていた。
ポーランド戦線司令部は1990年に廃止され、三個軍の動員計画も同様に放棄された。共産主義時代のポーランドの陸上部隊には、国内治安維持を目的とする領土防衛軍（OTK）と、国境警備を担任する部隊が含まれていた。
共産主義が崩壊するまで、軍の威信は低下し続けた。これは軍が1956年のポズナン暴動、1970年の全国規模暴動、1981年から1982年の戒厳令中の抗議活動など、いくつかの抗議の爆発を暴力的に鎮圧するために共産主義政府によって使用されたためであった。シレジア軍管区に属する一部の部隊は、一般にプラハの春として知られている1968年のチェコスロバキア民主化プロセスを抑圧する作戦にも投入された。
1989年の時点で、ポメラニア軍管区は第8・第12・第15・第16・第20師団、シレジア軍管区は第2・第4・第5・第10・第11師団、ワルシャワ軍管区は第1・第3・第9師団をそれぞれ隷下に置き、さらに第6空挺師団は陸軍総司令部直轄であった。第7海兵師団はポメラニア軍管区を本拠地としていたが、おそらく総司令部直轄であった。ドイツに面した2つの軍管区は、1990年時点でそれぞれ4個の師団を隷下に置いていたが、1990年代後半のソビエトの防衛ドクトリンに沿って、機械化歩兵連隊と戦車連隊の構成比を、それまでの3対1から2対2に再編成した。
東部のワルシャワ軍管区は第1機械化師団のみを隷下に置いた。同軍管区の他の2つの機械化師団は1988年に解散した。第6空挺師団と第7海兵師団については、おそらくワルシャワ条約機構軍によるデンマーク攻撃の一翼を形成し、バルト海の出口を確保して北海からさらに遠方への進出を意図していた。この当時の兵員数は205,000人で、そのうち168,000人が徴兵された。

### 1989年以降
冷戦の終結後、ポーランド陸軍は劇的に縮小・再編成された。1992年、クラクフ軍管区が再建された。それまでの9個師団体制から、2001年までに4個師団と6個独立旅団へと削減するように計画された。1999年1月1日以来、ポーランドは2つの軍管区に分かれている。これらは、ポーランド北部をカバーするポメラニア軍管区（Pomorski Okręg Wojskowy、司令部ビドゴシュチュ）と、ポーランド南部をカバーするシレジア軍管区（Śląski Okręg Wojskowy、司令部ヴロツワフ）である。
その日以来、旧クラクフ軍管区は航空機械化軍団の司令部となり、後に第2機械化軍団の司令部となった。2011年9月1日、第1ワルシャワ機械化師団は解散した。
エドワード・ピエトルジク将軍は2000年から2006年9月までポーランド陸上部隊の司令官を務めた。後任にはヴァルデマール・スクシプツァク将軍（2006年-2009年）が就任した。
2014年5月、トマシュ・シェモニアク国防相はウクライナ危機に対応して、攻撃ヘリコプターの将来の取得計画を発表した。2015年11月25日、国防委員会のミハウ・ヤッハ委員長はポーランド軍の数を10万人から15万人に増やす必要性を示しつつも、このプロセスは複雑であり、急ぐべきではないと強調した。
2022年7月25日、ポーランド軍装備庁は韓国よりK2戦車の本国仕様180両、韓国・ポーランド共同開発のK2PL820両、合計1000両の調達をするとともに、K2PLの生産経験を反映した新型戦車K3PLの開発を発表した。同発表においては、初期調達されるK2戦車180両は、2026年以降K2PL仕様にアップグレードされる事も併せて発表された。

## 組織

### 編成

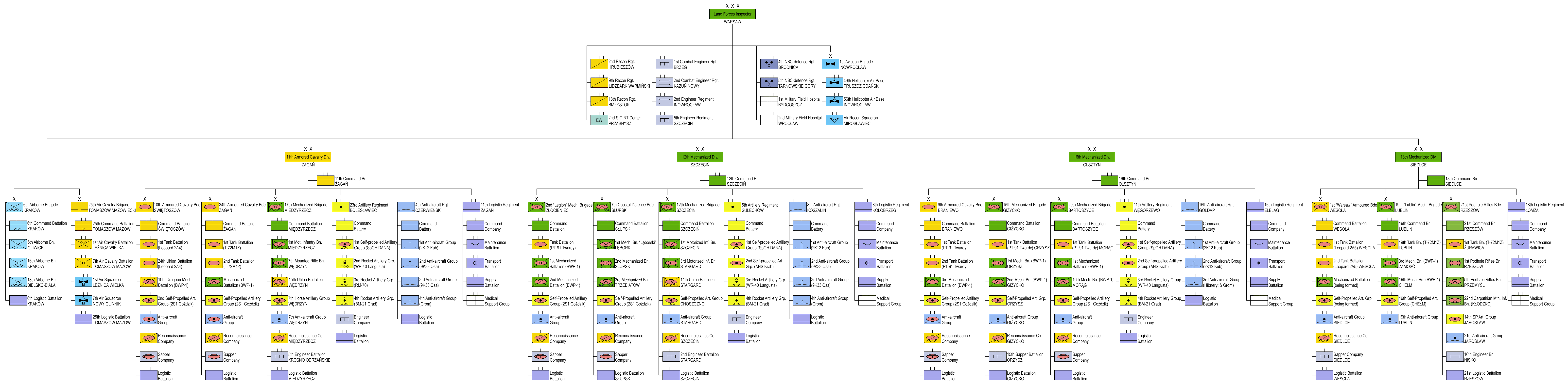
ポーランド陸軍組織図

- 第11装甲騎兵師団（英語版）（ジャガン）
  - 第10装甲騎兵旅団（英語版）（シュフィエントシュフ（英語版））
  - 第17機械化旅団（ミェンズィジェチ（英語版））
  - 第34装甲騎兵旅団（ジャガン）
- 第12機械化師団（英語版）（シュチェチン）
  - 第2軍団機械化旅団（ズウォチェニェツ（英語版））
  - 第7海防旅団（英語版）（スウプスク）
  - 第12機械化旅団（シュチェチン）
- 第16歩兵師団（英語版）（エルブロンク）
  - 第9装甲騎兵旅団（ブラニェヴォ）
  - 第15機械化旅団（ギジツコ）
  - 第20機械化旅団（バルトシツェ（英語版））
- 第18機械化師団（英語版）（シェドルツェ）
  - 第1機甲旅団（英語版）（ワルシャワ）
  - 第19機械化旅団（ルブリン）
  - 第21ポドハレ射撃旅団（ジェシュフ）

独立部隊
- 第1航空旅団（英語版）（イノヴロツワフ）
- 第6空挺旅団（英語版）（クラクフ）
- 第18偵察連隊（英語版）（ビャウィストク）
- 第25航空騎兵旅団（英語版）（トマシュフ・マゾヴィエツキ（英語版））

### 兵科
- 機甲および機械化部隊
- ミサイルおよび砲兵部隊
- 防空部隊
- 航空高機動部隊（空挺部隊）
- 工兵部隊
- 偵察および早期警戒部隊
- 通信および情報技術部隊
- 化学部隊
- 兵站部隊

## 階級
士官
| NATOコード   | OF-9    | OF-8          | OF-7            | OF-6            | OF-5      | OF-4         | OF-3  | OF-2    | OF-1      | OF-1         |
| ------------ | ------- | ------------- | --------------- | --------------- | --------- | ------------ | ----- | ------- | --------- | ------------ |
| 陸軍         |         |               |                 |                 |           |              |       |         |           |              |
| ポーランド語 | Generał | Generał broni | Generał dywizji | Generał brygady | Pułkownik | Podpułkownik | Major | Kapitan | Porucznik | Podporucznik |
| 日本語       | 大将    | 中将          | 少将            | 准将            | 大佐      | 中佐         | 少佐  | 大尉    | 中尉      | 少尉         |
|              |         |               |                 |                 |           |              |       |         |           |              |

兵士
| NATOコード   | OR-9                     | OR-9            | OR-8    | OR-7            | OR-6             | OR-5     | OR-4      | OR-4                         | OR-3   | OR-2              | OR-1      |
| ------------ | ------------------------ | --------------- | ------- | --------------- | ---------------- | -------- | --------- | ---------------------------- | ------ | ----------------- | --------- |
| 陸軍         |                          |                 |         |                 |                  |          |           |                              |        |                   |           |
| ポーランド語 | Starszy chorąży sztabowy | Starszy chorąży | Chorąży | Młodszy chorąży | Starszy sierżant | Sierżant | Plutonowy | Starszy kapral               | Kapral | Starszy szeregowy | Szeregowy |
| 日本語       | 准尉                     | 上級曹長        | 曹長    | 準曹長          | 上級軍曹         | 軍曹     | 伍長      | 兵長 あるいは 伍長勤務上等兵 | 上等兵 | 一等兵            | 二等兵    |

## 装備

### 車両

#### 戦車
ポーランド陸軍は2030年までに西側第3世代戦車を959両、戦車橋・戦車回収車・戦闘工兵車など派生車両×203両を保有し、T-72及びPT-91系についてはウクライナへの譲渡又は予備役装備等となる予定である。
- T-72 - 計382輌
  - T-72A
  - T-72M
  - T-72M1
  - T-72M1D
  - T-72M1R
    - 232輌以上をウクライナへ譲渡済｡
- PT-91 - 計232輌
  - PT-91 - 92輌
  - PT-91MA - 27輌
  - PT-91MA1 - 113輌
    - ポーランド国産の戦車で､うち60輌がウクライナへと譲渡されている｡
- M1エイブラムス - 計394輌
  - M1A1 FEP - 116輌
  - M1A2 SEPv2 - 28輌(引き渡し済)
  - M1A2 SEPv3 - 250輌
- レオパルト2 - 計249輌
  - レオパルト2A4 - 108輌
    - 全車両がレオパルト2PLへとアップグレードされる予定

  - レオパルト2A5 - 105輌
  - レオパルト2PL（英語版） - 24輌
  - レオパルト2PLM1 - 10輌
    - レオパルト2PLの発展改良型｡現在最新型｡

  - レオパルト2NJ - 2輌（訓練用）
- K2 - 枠組契約計1000輌（拘束力のある執行契約が合計360両）
  - K2GF - 130輌（納入済）/296輌（第１・２執行契約）
  - K2PL - 64輌（第２執行契約）/820輌(6回の執行契約に分割し調達予定[4])

### 歩兵戦闘車
- BWP-1,BWP-1D-1321輌(推定数､改良型も含む総数)
  - BWP-1Dに準じたBMP-1Kの改良型であるのがBWP-1Dである｡
- KTO ロソマク-計359輌
  - KTO ロソマクのうちHITFIST-30P砲塔を搭載する形式である｡追加でZSSW-30砲塔を搭載したものを発注している｡
- BWP ボルスク - 1400輌(調達予定数)
  - ポーランドが開発した歩兵戦闘車で､既存のBWP-1を置き換える予定｡

### 装甲兵員輸送車
- KTO ロソマク - 計126輌
  - ロソマク-M2
    - 12.7mm重機関銃で武装している｡4輌が運用中｡

  - ロソマク-M3
    - 12.7mm重機関銃WKM-B又は40mm自動擲弾銃Mk19とPKM又はUKM-2000を搭載する｡現在は31輌が運用されている｡

  - ロソマク-S,ロソマク-NJ
    - ロソマク-Sは現在27輌が運用され､追加で60輌発注している｡スパイクLR対戦車ミサイルを2機搭載している｡ロソマク-NJは訓練用で､現在4輌が運用されている｡
- MT-LB - 352輌
- M113装甲兵員輸送車 - 35輌

### 偵察戦闘車
- KTO ロソマクWSRiD - 2輌
  - 2輌が配備済｡多種多様なセンサーを装備している｡
- Żmija/Wirus - 118輌(調達予定数)
  - ポーランド国産の装甲車｡25輌が配備済｡
- BRDM-2 - 
  - BRDM-2 - 115輌
  - BRDM-2RS - 12輌
  - BRDM-2M-96 - 50輌
  - BRDM-2M-96i - 60輌
  - BRDM-2M-96ik - 54輌
  - BRDM-2M-97 - 37輌
  - BRDM-2M-98 - 1輌
    - オリジナルのBDRM-2以外はポーランド独自の近代化改修型である。
- BWR-1D,BWR-1S - それぞれ22輌､16輌
  - BWR-1Dはポーランドの独自派生型で､BRM-1Kをベースとしたもの｡BWR-1Sは暗視装置を換装した近代化改修型である｡

### 自走榴弾砲
- ダナ 152mm自走榴弾砲 - 計111台(ダナ-T 108輌,ダナ-M 3輌)
  - 近代化改修型がダナ-Mである｡追加で7輌をダナ-Tより改修している｡
- AHS クリル（英語版）
  - ポーランドが開発した自走榴弾砲で、国産のウェルチ車製の特殊トラックを車体として利用し､155mm榴弾砲を搭載している｡
- M120 Rak（英語版） - 122輌(調達予定数)
  - 120mmの重迫撃砲を備えた砲塔システムの総称であり､様々な車両に搭載することができる｡122輌が発注され､既に93輌が配備されている｡
- 2S1ゴジジク122mm自走榴弾砲 - 533輌(推定総数)
  - 2S1M
  - 2S1T
    - ウクライナに20輌が提供済｡AHSクラブとM120 Rakによる置き換えが進行中｡
- AHSクラブ - 152輌(調達予定数)
  - ウクライナにも18輌が譲渡済み。車体は韓国製のK9であり、砲塔部はイギリス製のAS-90である。最終的には152輌を導入予定｡既に64輌が配備済｡
- K9 155mm自走榴弾砲 - 計672輌（導入予定数）
  - K9A1 - 212輌
    - 2022年に導入が決定した。既に導入がされているAHSクラブの車体のベースはK9なので整備面でのメリットがある。ポーランドの国防大臣が正式に発表した。既に24輌が到着済｡

  - K9PL - 460輌
    - K9のポーランド向け改良型｡460輌を発注済｡

### MRAP
- クーガー装甲車 - 300輌(調達予定数)
  - 272輌が配備されている｡

### 対戦車車両
- トゥマク5 - 18輌
  - ハンヴィーのM1045A2にスパイクLRを搭載した車両｡
- 9P133マリュートカP - 27輌

### 移動式地対空ミサイル
- Narew - 23セット(配備予定数)
  - 23基の発射機と400輌のポーランド国産の8×8Jelcz社製トラック､1000発のCAMMミサイルの購入をする契約を結んでいる｡
- MALM - 1セット
  - Narewの派生型｡1セットが配備されているとみられ､早期配備型の可能性がある｡
- SPZR ポプラド（英語版） - 77輌
  - 国産のGrom（英語版）又はPiorun（英語版）携帯式対空ミサイル(MANPADS)をAMZ ズーブル（英語版）をベースとした車両に搭載された4連装発射機に搭載する｡
- 9K33 Oska-AK,9K33 Oska-AK(M),Osa-AKM-P1 Żądło
- 2k12 Kub-M - 20基
  - 新型対空ミサイルによって置き換えられる予定｡

### 移動式対空砲
- ZU-23-2,ZUR-23-2KG Jodek-G,ZUR-23-2SP - 各型を合わせて計529門
  - ポーランド独自の改良型であるZUR-23-2KG Jodek-G,ZUR-23-2SPには国産のGrom（英語版）が搭載されている｡またZUR-23-2SPはPSRA Pilica VSHORADシステムの一角をなす｡

### 自走式対空砲
- Hibneryt（英語版） - Hibneryt Hibneryt-KG Hibneryt-P Hibneryt-3合わせて70輌程度
  - ポーランドで製造されていたStar 266（英語版）の荷台にZU-23-2対空砲を載せたもの｡なお対空砲に改良が施し､国産のGrom（英語版）を2発装備したものもあり､この改良型を載せたものがHibneryt-KGである｡Hibneryt-Pは第3軍管区技術工廠にて兵士の手により改造され､生まれたモデルである｡

- ZSU-23-4 - 7輌(Sona プログラムにより独自改良型へ改修中)
- ZSU-23-4MP（英語版） - 21輌(今後28輌まで増加する見込み)
  - ポーランド独自の改良型で､4連装形式で国産のGrom（英語版）ランチャーを装備する｡

### 移動式対空レーダー
- TRS-15 Odra - 配備数不明
- NUR-21（ポーランド語版） - 33基
  - 低空飛行で侵入する航空機を探知する為の対空レーダー｡ポーランド独自開発｡
- NUR-22（ポーランド語版） - 10基
  - タトラ　815に搭載した対空レーダー｡低空移動目標の探知､検出に用いられる｡
- ZDPSR ソタ（ポーランド語版） - 8基
  - 短距離防空用途に用いられる移動式対空レーダー｡国産のŻubr-P.装輪装甲車をベースとした車体に搭載｡PESA方式｡
- ZDPSR ビストラ（ポーランド語版） - 16基(配備予定数)
  - 短距離防空用途に用いられる移動式対空レーダー｡AESAレーダーであり､探知距離は約80kmとされる｡国産のŻubr-P.装輪装甲車をベースとした車体に搭載されている｡

### 移動式対砲兵レーダー
- Liwiec - 10基
- Breń-2 - 配備数不明

### 電波妨害装置
- Przebiśnieg - 2基
  - ポーランド独自開発のジャミング装置｡装軌式の装甲車をベースとした車体に装置を搭載｡

### 4輪バギー
- PWA アエロ（ポーランド語版） - 80台
  - EADS CASA C-295やC-130 (航空機)に搭載して12 ft "V" 108 "PDS ランディングプラットフォームとして投下できる｡160台のトレーラーと共に発注された
- ホンダTRX-300 FW
- ポラリス・インダストリーズSportsan X2 800EFI
- アークティックキャットArctic Cat 400 4x4
- ボンバルディア・レクリエーショナルプロダクツBombardier Outlander 650

### 多用途車
- UAZ-469B,WD-43,RD-115ZT ,UAZ-469B-rs - 38輌
  - 一部の改良型(特殊なバリエーション)が現役で運用されている｡
- ハンヴィー - 220輌(対戦車車両等も含む総数)
  - トゥマク2 - 96輌
  - トゥマク3 - 60輌
  - M1043A2 - 1輌
- AMZ Dzik（英語版）
- メルセデス・ベンツ・Gクラス - 121台
- ランドローバー・ディフェンダー - 10台
- フォード・レンジャーXTL（英語版） - 648輌
- 雙龍・ムッソー - 6輌
- ランドクルーザー80系 - 13輌
- 三菱・パジェロ - 4輌
- フォード・トランジット
- フィアット・デュカト
- フォルクスワーゲン・トランスポーター - 267輌
- フォルクスワーゲン・クラフター（英語版）
- MAN TGE（英語版） - 134輌
- スコルピオン-3（英語版） - 90台
  - ホンケル（英語版）の装甲強化型｡
- ZWD-3（英語版） - 100台
- ホンケル（英語版）

### 輸送用トラック
- FSC スター
  - Star 200

Star 244 
Star 266 - 4708台
Star 266M - 292台
Star 660M2-D 
Star 660M3 
Star 944K - 456台
Star 944KD - 185台
Star 1466ML - 63台
Star 1444 - 1台
Star 15.225 - 1台
Star 14.220DK - 9台
Star 14.225DK - 16台
R-140M 
GD-2 (Typ 528) 
Typ 514 
CD-5 (Typ 520) 
WUS-3 
IRS 
ADK-11
Star 266-based excavator
Star-266 AP-64 
Star-266 BP-64 
- イェルチ社のトラック
  - 442.32 - 1039台

P/S662D.43 - 178台
P662D.43 - 7台
P662D.35 - 15台
P662D.34 - 101台
P642D - 1台
C642D.35 - 36台
C642D.34 - 15台
C662D.35 - 1台
P/S862D.43 - 70台
P/S842D.43 - 1台
P/S842D.35 - 3台
P662.D35 AWRU - 9台(10台を調達予定)
P882D.53 WA - 12台(30台を調達予定)
P662D.35 WRUiE - 2台(5台を調達予定)
- イヴェコ社製のトラック
  - Stralis - 83台

Trakker - 9台
Eurotrakker - 59台
Eurocargo - 309台
- トゥマク-4 - 31台
- タトラ T815（英語版）
  - 多連装ロケット発射機の車体として用いられている｡
- ウニモグ　1300L - 69台
- SLT 50-2 - 6台
- メルセデス・ベンツ 1017A - 211台
- KrAZ-255
- ウラル-375D
- ウラル-4320
- KamAZ-4350
- GAZ-66
- ZIL-157
- ZIL-131

### 指揮統制車
- LPG WD,LPG WDSz - それぞれ4輌､18輌
  - ポーランド独自の派生型で2S1自走榴弾砲の車体を用いて開発された｡当初はLPG WDが10輌､LPG WDSzが45輌運用されていたが､ウクライナにいくつかが供与されている｡
- ロソマク　WD - 17輌(調達予定数)
- ロソマク　AWD(榴弾砲用指揮統制車) - 60輌(配備予定数)
  - 現在45輌が運用中｡
- RWŁC-10/T - 約450輌
  - FSC スター社製のトラックを用いたデジタル移動通信車｡
- ZWD-10R/K - 8輌
- WWK-10/C - 56輌(配備予定数)
  - 現在29輌が運用されている通信用ケーブルを搭載した車輌｡
- PKK-S(車輌) - 50輌
  - 野戦暗号通信車｡イェルチ社のトラックをベースとしている｡
- トゥマク-6 - 9輌
  - ハンヴィーをベースとした全天候型指揮通信車｡
- M113 - 13輌
- M577（英語版） - 6輌
- ADK-11（英語版） -
- ZWD-1 - 96輌
- MT-LBu - 合計55輌
  - 1W13 / 1W14 / 1W15 / 1W16 / MP-21 / MP-22 / MP-23 / MP-24 / MP-25 / R-330P Piramida-I / Beta-3Mの各型が存在する｡
- ZWDSz-1,ZWDSz-2 - それぞれ13輌､6輌
  - BWP-1をベースとした指揮統制車｡
- R-2AM,R-3M
- ZWD-10R towcza（英語版） - 4輌
- R-1A,R-5 - 合計98輌
  - 水陸両用型指揮統制車｡
- ZWD-3（英語版） - 約250輌
- ZWD-2 - 5輌
- WD-2001（英語版）
  - ホンケル（英語版）の後期型モデルをベースとした全天候型指揮通信車｡

461.4 ウォルフ

### 軍用救急車
- ロソマク　WEM - 33輌
- KTO Ryś（英語版） - 8輌
- トゥマク-7 - 3輌
- SCAM SM-50,SCAM SM-55 - それぞれ16輌､46輌
  - イタリア製の4×4トラックをベースにした車両｡
- Iveco 40E13WM - 134輌
- M113G2 Krkw Gep - 16輌

### 装甲回収車
- M88A2 - 26輌(配備予定数)
- WRT ロソマク - 34輌　
  - ZSMU-1276Aと呼ばれるRWSを備える｡
- WZT-2（英語版） - 40輌
  - T-55,T-55Aの車体をベースとした回収車｡
- WZT-3M（英語版） - 29輌
  - PT-91の車体をベースとした回収車｡WZT-3の改良型がWZT-3Mである｡
- ベルゲパンツァー2PL - 28輌
- WPT モース（英語版） - 74輌
  - ポーランドでライセンス製造されたMT-LBのバリエーションの一つ｡
- CKPEiRT ハードゥン　- 27輌
  - スカニアCB 8×8トラックを車体として用いた車両｡ドーザープレートを装備可能｡

### 工兵用装備(車両)
- MID ビゾン-S,MIDM ビゾン-S - それぞれ6輌､1輌
  - 現在､MIDを改良型のMIDMに改良する作業が進められている｡
- PTS-M（英語版）
  - 少数が運用されている｡50輌が海軍で運用されている｡
- TRI Hors,TRI-D（英語版） - それぞれ77輌､13輌
  - MT-LBをポーランドがライセンス生産したOpal装甲兵員輸送車をベースとした工兵向け装備｡
- ISM Kroton（英語版） - 6輌
  - Opal装甲兵員輸送車をベースとした地雷除去車両｡
- ケイラー（英語版） - 4輌
  - M48パットン戦車の車体をベースとした地雷除去車両｡
- ボゼナ（ポーランド語版） - 14輌
  - ポーランド国産の無人地雷除去車両｡
- UMI
  - ポーランドで製造された掘削機｡
- K-407C
  - 防衛用陣地を構築する際などに用いるショベルを荷台に搭載したトラック｡
- SL-34C

### 架橋戦車
- BLG-67M2 - 126輌
  - T-55戦車の車体を用いた架橋戦車｡
- レオパルド　ビーバー - 6輌
  - レオパルド1の車体をベースとした架橋戦車｡
- MS-20 Daglezja,MS-20 Daglezja-G,MS-40 Dagiezja（ポーランド語版） - それぞれ12輌､2輌､1輌
- PP-64 ウェステガ（英語版） - 60輌
  - Star 266 AP-64トラックとStar 266 BP-64トラックを用いたポンツーン橋｡かつては70輌が運用されていたが､現在MS-20 Daglezjaに置き換えが進行中｡
- M1110（英語版） - 17輌(配備予定数)

### 爆発物処理用装備
- Robot Expert
- Robot Inspektor
- Robot Talon Ⅳ
- Forester minex 4530 (金属探知機)
- EOD-9 (防爆スーツ)

### 戦車回収車
- WZT-2（ポーランド語版） - 40輌

### 航空機

#### ヘリコプター
- W-3 - 38機
- PZL SW-4（英語版）
- Mi-2 - 44機と練習機2機
- Mi-8
- Mi-17 - (Mi-8と合わせて27機
- AW149（英語版） - 32機
- シコルスキー　S-70i - 4機
- Mi-24 - 30機
- AH-64E アパッチガーディアン - 96機(配備予定数)

### 無人機
- WB Electronics フライアイ（ポーランド語版） - 56(調達予定数)
  - ポーランド国産の偵察用ドローン｡44機が2022年に追加発注された｡
- WB Electronics ウォーメイト2（ポーランド語版） - 100機以上
- エアロノーティクス オービター - 11機
  - イスラエル製の偵察用ドローン｡ポーランド特別軍でも運用｡
- スキャンイーグル - 10機
- WB Electronics FT5-Łoś無人偵察機（ポーランド語版）
- Wizjer NeoX 2無人偵察機
- Orlik PGZ-19R戦術短距離無人偵察機

### 軍用ナイフ
- 6H4 銃剣（ポーランド語版） - 約100000
- wz.92 ナイフ（ポーランド語版） - 約3000
- wz.98 ナイフ（ポーランド語版） - wz. 98,wz. 98A,wz. 98Zで合計約500

### 戦闘用ヘルメット
- Hełm HP-05 - 
  - 50000個が発注されている｡ポーランド陸軍装備品内では最新のヘルメット｡
- Hełm wz. 2005（ポーランド語版）
  - ポーランド陸軍における標準装備｡
- Hełm HA-03
  - ポーランド空挺部隊で使用｡
- Hełm wz. 67（ポーランド語版）
  - 訓練用途でのみ使用｡
- Hełmofon czołgowy HC-98（ポーランド語版）
  - 夏用(HCL-98)と冬用(HCZ-98)がある｡HC-98は戦車兵用｡

### 迷彩及び戦闘服
- wz. 2010 123UL,123UP roll（ポーランド語版）
  - ポーランド陸軍と特殊部隊の標準戦闘服｡
- 123UT/MON(123Pl,123UTがある)
  - 砂漠迷彩戦闘服｡

### 防弾ベスト
- OLV
  - 9mmパラベラム弾の貫徹を防ぐことができる｡(PN-V-87000: 1999 の基準ではレベル2に分類される｡)
- Kamizelka UKO
- Kamizelka UKO-M
  - ポーランド軍全体の標準装備で､全ての兵士のみならず特殊部隊も使用している｡

### 軍靴
- wz.928
  - ポーランド陸軍の標準軍靴｡
- wz.920/P
  - ポーランド陸軍における標準軍靴｡砂漠地域用｡

### 特別装備
- AD-2000
  - ポーランド陸軍における標準装備｡パラシュートで､空挺部隊等で用いられる｡

### 化学装備
- Maska MP-5
  - Maskpol社により製造されたガスマスク｡
- Maska MP-6 - 約28400
  - NATO基準を満たしたガスマスクで､必要に応じて給水用ボトルを取り付けることができる｡
- FOO-1
  - より高いレベルの化学汚染区域で装着する装備｡

### 拳銃
- P-83 ワナド（英語版） - 約5000丁
- WIST-94拳銃　- 20210丁
  - ポーランド国産の拳銃｡近年P-83共々新型の拳銃に置き換える計画がある｡
- P99 QA - 約500丁
  - 将官クラスの個人用装備として配備されている｡
- PR-15（英語版） - 約6500丁(現在の配備数)
  - 2018年から本格的に生産､配備されている最新型の拳銃｡P-83とWIST-94の置き換え用として継続的に配備が進められている｡
- FN ブローニング・ハイパワー
  - 現用の装備としては確認されていない為､予備用若しくは第二線用の武器として用いられていると思われる｡

### 信号拳銃
- Wz.78（ポーランド語版）

### 短機関銃(サブマシンガン)
- PM-63 RAK サブマシンガン（退役済み）
- PM-84 Glauberyt サブマシンガン - 15000丁
  - ポーランド国産のサブマシンガンで他にも30000丁の予備があるとされる｡
  - PM-98 GLAUBERYT サブマシンガン
  - PM-06 GLAUBERYT サブマシンガン

### 散弾銃(ショットガン)
- モスバーグM500 - 150丁

### 自動小銃(アサルトライフル)
- AKM - AKM,AKMŁ,AKMSの合計10000挺
  - 他にも300000挺の予備保管がある｡現在では訓練や第二戦用に用いられている｡
- PMK-PGN-60（ライフルグレネード弾を撃てる）
- Kbk wz. 1988 タンタル（AKS-74改良型）
  - 既に退役済み｡新生アフガニスタン軍等に供与｡
- wz. 1989 オニキス（wz. 1988 タンタルの派生型。AKS-74Uに似ている)
- Kbs wz. 1996 ベリル（5.56mm NATO弾使用）- 1996A,1996B,1996Cそれぞれ約45000挺､約10000挺､約39000挺
  - 現在のポーランド陸軍における主要装備｡
- Kbk wz. 1996 ミニベリル（Kbs wz. 1996 ベリルのカービンモデル）- 1996B,1996Cがそれぞれ約3000挺､約17000挺
- Kbk wz.2005 ジャンター（Kbs wz. 1996 ベリルをブルパップにしたもの）
- MSBS グロット（英語版） - MSBS-R,MSBS C16 FB-M0,MSBS C16 FB-M1,MSBS C16 FB-M2それぞれ約640挺､約1000挺､29691挺､約40800挺(最終的には150000挺を配備予定)
  - 最新鋭のポーランド国産のアサルトライフル｡ブルバップ式の小銃に変更できるなど様々な特徴を持つ｡一部がウクライナに供与されている｡

### 対人用狙撃銃
- ドラグノフ狙撃銃（国産のSWD-M型もある）
  - SWD - 1100挺
  - SWD-M - 158挺
    - SWD-MはSWDに新しいスコープとバイポッドを取り付けたものである｡
- TRG-21,TRG-22 - それぞれ40挺､206挺
- SAKO TRG M10 SWS - 150挺
  - 弾薬に.338ラプア・マグナムを使用するスナイパーライフル｡SAKO TRGの最新生産型｡
- ボル狙撃銃（英語版） - 853挺
  - ポーランドが独自開発したスナイパーライフル｡弾薬は.338ラプア・マグナム又は7.62×51mm NATO弾を使用する｡

### 対物狙撃銃
- WKW ウィルク（英語版） - 76挺
  - ポーランドが開発した対物ライフル｡12.7mm弾を用いる｡

### 軽機関銃
- PK (機関銃)(PK,PKB,PKL,PKS,PKT,PKM,PKMS,PKMSN
,PKMSN-1)（7.62mm NATO弾使用）- PKが約10000挺､PKLが約100挺､PKT,PKM,PKMS,PKMSN,PKMSN-1が合計で2000挺､更に10000挺の予備保管有り
- MG3A1（レオパルト2戦車などのドイツ製軍用車輌の幾つかに搭載）- 600挺
- Kbkm wz. 2003（英語版）分隊支援火器（5.56mm NATO弾使用）
- UKM-2000P,UKM-2000P zmod.,UKM-2000C,UKM-2000D汎用機関銃 - それぞれ894挺､290挺､337挺､8挺

### 重機関銃
- NSW重機関銃(NSW,NSWT) - 合計1500挺
  - WKM-B 重機関銃で置き換えが進められている｡
- WKM-B,WKM-Bz - それぞれ約450挺､約10挺(未満)
  - NATO基準の12.7mm弾が用いられている｡
- ブローニングM2重機関銃（ハンヴィーに搭載）
- DSzKM - 約160挺
  - WZT-2 ARVと152mm SpGH ダナ自走砲のみ用いられている｡

### グレネードランチャー(アタッチメント)
- Wz.74 Pallad - 約4500基
- Wz.83 Pallad-D - 約450基
- GPBO-40,GSBO-40 - それぞれ746基､160基
  - GPBO-40はKbs wz. 1996 ベリルに装着する｡GSBO-40はピストルグリップ等を追加した携行型である｡

### 発煙弾
- RGD-2 発煙弾（ポーランド語版）
  - RGD-2B,RGD-2CZの2種が配備されている｡煙の色は白と黒のみ｡
- UGD-200（ポーランド語版）
  - カラースモークと白色が用意されている｡

### 対人用手榴弾
- RG-42
- F1手榴弾
  - RGO-88とRGZ-89に置き換えられる予定｡
  - RGZ-89（英語版）に置き換えられる予定｡
- Granat RGO-88
- RGZ-89（英語版）
  - ポーランド国産の手榴弾｡

### 地雷(対戦車用)
- TM-62M（英語版）
- MPP-B Wierzba（英語版）
- MN-111（英語版）
- MN-121（英語版）
- MN-123（英語版）
- MPB 地雷（英語版）

### 自動擲弾銃
- 大宇　K4（英語版）
  - 数100基の発注を行なっている｡
- Mk19 自動擲弾銃 - 190基

### 迫撃砲
- Wz.38/43 - 131門
  - 第二次世界大戦時の重迫撃砲で､老朽化が著しい為RAK迫撃砲に置き換えが進められている｡
- 2B11 - 14門
  - ソ連で開発された迫撃砲で､こちらもRAK迫撃砲で置き換えられる予定｡
- M-98 - 93門
  - 98mmの迫撃砲弾を発射する｡ポーランドが独自で開発したもの｡
- LM-60D,LM-60K（ポーランド語版） - それぞれ376門､20門
- LRM vz. 99 ANTOS（ポーランド語版） - 200門以上
  - チェコ共和国にて開発された60mm迫撃砲｡
- LMP-2017（ポーランド語版） - 780門
  - ポーランドで開発された60mm迫撃砲｡

#### 火砲
- RPG-7,RPG-7D,RPG-7DN1,RPG-7W - 合計2000基
- カールグスタフM3 - 34基
  - 空挺部隊でのみ使用｡
- SPG-9,SPG-9D,SPG-9N
- AT4 (携行対戦車弾)
- M72 EC Mk I - 10000基(調達予定数)
  - 2022年にポーランド大統領より導入が発表された｡

### 多連装ロケット
- BM-21 - 227輌
- WR-40 ラングスタ（英語版） - 75輌
  - ポーランド国産の多連装ロケット発射機｡最近新たにM-21 FHE "フェニクス" ミサイルを820発導入している｡
- RM-70 - 30輌
- M142 HIMARS - 220輌(調達予定数)
  - システムをJelcz社製トラックに搭載する予定｡
- K239 (多連装ロケット) - 288輌(調達予定数)
  - 2022年度に配備が決定した韓国製の多連装ロケット発射機｡ポーランド国産のJelcz社製トラックに搭載し､火器管制装置等の技術移転を受ける｡

### 携行型対空ミサイル(MANPADS)
- 9K32
- Grom (ミサイル)（英語版） - 2000基
- ピオルン (ミサイル)（英語版） - 1300基(発射機600基と3500発のミサイルを発注済)

### 携行型対戦車ミサイル
- FGM-148F - 180基(発射機本体数)
- スパイクLR - 発射機264基と2645発のミサイル
- モスキート
  - スパイクLRによく似た対戦車ミサイル｡ミサイルシステムもよく似ている｡モスキートLR,モスキートSRが配備予定｡